# 북마케도니아 대통령
북마케도니아의 대통령(마케도니아어: Претседател на Република Северна Македонија)은 북마케도니아의 국가원수이다. 북마케도니아 헌법에 따라 5년 연임제를 따른다.

## 대통령 선거
북마케도니아 대통령은 수정된 결선투표제로 선출된다. 후보자는 득표율이 50% 이상의 경우에만 1차 투표에서 바로 선출된다. 아닌 경우 최고 득표자 2인 2차 투표가 진행된다. 2차 투표는 총 투표율이 40% 이상인 경우에만 유효한 경우로 인정된다.
북마케도니아 헌법에 의거하여 대통령 후보자는 40세 이상, 선거일 전까지 최근 15년 중 10년간 북마케도니아 내에 거주해야 함을 명시하고 있다.
2009년 마케도니아 대통령 선거 이전까지는 2차 투표 득표율 50% 이상을 요구했으나, 마케도니아 31차 개헌을 통해 현재의 40%로 하향되었다. 마케도니아 정부는 개정된 헌법으로 치르는 2009년 마케도니아 대통령 선거 투표율이 저조한 상황이 발생할 것을 우려했으나, 해당 선거 2차 투표의 총 투표율은 42.6%였다.

## 역사
마케도니아 사회주의 공화국 시절에는 1991년에 최종적으로 폐지된 집단 대통령제가 있었다. 제1차 본회의에서 선출된 초대 의회 대통령은 메토디야 안도노프 첸토이었고, 마지막 의회 대통령은 블라디미르 미트코프이었다.
1990년, 기존 일당제 사회주의 체제에서 의회 민주주의로 체제 변경을 한 이후, 마케도니아 사회주의 공화국은 북마케도니아로 독립되기 몇 달 전에 대통령 단임제로 정부 형태도 변경하였다. 이후, 마케도니아 사회주의 공화국 초대 대통령으로 키로 글리고로프가 선출되었다. 1991년 4월 16일, 의회는 국호에서 '사회주의'를 없앤 새로운 헌법 개정안을 채택했다. 같은 해 6월 7일, 마케도니아 공화국이 수립되었다. 국호 변경 후에도 기존에 선출된 키로 글리고로프가 대통령직을 계속 수행했다.
유고슬라비아 해체가 시작된 후, 마케도니아 공화국은 1991년 9월 8일에 실시된 국민투표로 완전한 독립을 선언했다.
현직 대통령은 제5대 대통령으로 마케도니아 사회민주주의 동맹 소속 스테보 펜다로프스키이며, 2019년 5월 12일 취임했다.

## 역대 대통령 명단

### 마케도니아 사회주의 공화국 (1943-1991년)
| 대                                                                | 대통령                | 대통령         | 임기             | 임기                                           | 소속 정당                  | 직책                                                         |
| 대                                                                | 이름                  | 초상           | 임기 시작        | 임기 종료                                      | 소속 정당                  | 직책                                                         |
| ----------------------------------------------------------------- | --------------------- | -------------- | ---------------- | ---------------------------------------------- | -------------------------- | ------------------------------------------------------------ |
| 1                                                                 | 메토디야 안도노프첸토 |                | 1943년 10월 1일  | 1944년 8월 2일                                 | 마케도니아 공산당          | 마케도니아 인민 해방을 위한 반파시즘 의회 초기 위원회 위원장 |
| 1                                                                 | 메토디야 안도노프첸토 | 1944년 8월 2일 | 1945년 1월 1일   | 마케도니아 인민 해방을 위한 반파시즘 의회 의장 | 마케도니아 공산당          |                                                              |
| 1                                                                 | 메토디야 안도노프첸토 | 1945년 1월 1일 | 1946년 3월 15일  | 인민의회 상임 간부회 회장                      | 마케도니아 공산당          |                                                              |
| 디미타르 네스토로프 권한대행 (1946년 3월 16일 ~ 1946년 12월 30일) |                       |                |                  |                                                |                            |                                                              |
| 2                                                                 | 블라고야 포테프       |                | 1947년           | 1951년 1월 4일                                 | 마케도니아 공산당          | 인민의회 상임 간부회 회장                                    |
| 비도 스마일프스키 권한대행 (1951년 1월 4일 ~ 1953년)              |                       |                |                  |                                                |                            |                                                              |
| 3                                                                 | 딤체 스토야노프       |                | 1953년           | 1953년 12월 19일                               | 마케도니아 공산주의자 동맹 | 인민의회 의장                                                |
| 4                                                                 | 라자르 콜리셰프스키   |                | 1953년 12월 19일 | 1962년 6월 26일                                | 마케도니아 공산주의자 동맹 | 인민의회 의장                                                |
| 5                                                                 | 륩초 아르소프         |                | 1962년 6월 26일  | 1963년 6월 24일                                | 마케도니아 공산주의자 동맹 | 인민의회 의장                                                |
| 6                                                                 | 비도에 스밀레프스키   |                | 1963년 6월 25일  | 1967년 5월 12일                                | 마케도니아 공산주의자 동맹 | 인민의회 의장                                                |
| 7                                                                 | 미토 하지바실레프     |                | 1967년 5월 12일  | 1968년 8월 1일                                 | 마케도니아 공산주의자 동맹 | 인민의회 의장                                                |
| 8                                                                 | 니콜라 민체프         |                | 1968년 12월 23일 | 1974년 5월 6일                                 | 마케도니아 공산주의자 동맹 | 인민의회 의장                                                |
| 9                                                                 | 비도에 스밀레프스키   |                | 1974년 5월 6일   | 1979년 10월 31일                               | 마케도니아 공산주의자 동맹 | 의회 대통령                                                  |
| 10                                                                | 륩코 아르소프         |                | 1979년 10월 31일 | 1982년 4월 29일                                | 마케도니아 공산주의자 동맹 | 의회 대통령                                                  |
| 11                                                                | 안겔 체메르스키       |                | 1982년 4월 29일  | 1983년 4월 29일                                | 마케도니아 공산주의자 동맹 | 의회 대통령                                                  |
| 12                                                                | 블라고야 탈레스키     |                | 1983년 4월 29일  | 1984년 4월 29일                                | 마케도니아 공산주의자 동맹 | 의회 대통령                                                  |
| 13                                                                | 토메 부클레스키       |                | 1984년 4월 29일  | 1985년 4월 26일                                | 마케도니아 공산주의자 동맹 | 의회 대통령                                                  |
| 14                                                                | 반초 아포스톨스키     |                | 1985년 4월 26일  | 1986년 4월 28일                                | 마케도니아 공산주의자 동맹 | 의회 대통령                                                  |
| 마테야 마테프스키 권한대행 (1986년 4월 28일 ~ 1986년 4월 30일)    |                       |                |                  |                                                |                            |                                                              |
| 15                                                                | 드라골류프 스타브레프 |                | 1986년 4월 30일  | 1988년 5월                                     | 마케도니아 공산주의자 동맹 | 의회 대통령                                                  |
| 16                                                                | 예즈디미르 보그단스키 |                | 1988년 5월       | 1990년 4월 28일                                | 마케도니아 공산주의자 동맹 | 의회 대통령                                                  |
| 17                                                                | 블라디미르 미트코프   |                | 1990년 4월 28일  | 1991년 1월 27일                                | 마케도니아 공산주의자 동맹 | 의회 대통령                                                  |
| 18                                                                | 키로 글리고로프       |                | 1991년 1월 27일  | 1991년 9월 18일                                | 무소속                     | 대통령                                                       |

### 마케도니아 및 북마케도니아 공화국 (1991-현재)
| 대                                                               | 대통령                          | 대통령          | 임기             | 임기             | 소속 정당                                           | 선거 | 비고         |
| 대                                                               | 이름                            | 초상            | 임기 시작        | 임기 종료        | 소속 정당                                           | 선거 | 비고         |
| ---------------------------------------------------------------- | ------------------------------- | --------------- | ---------------- | ---------------- | --------------------------------------------------- | ---- | ------------ |
| 1                                                                | 키로 글리고로프                 |                 | 1991년 9월 18일  | 1995년 10월 4일  | 무소속                                              | -    |              |
| 스토얀 안도프 권한대행 (1995년 10월 4일 ~ 1995년 11월 17일)      |                                 |                 |                  |                  |                                                     |      |              |
| (1)                                                              | 키로 글리고로프                 |                 | 1995년 11월 17일 | 1999년 11월 19일 | 무소속                                              | 1994 |              |
| 사보 클리모프스키 권한대행 (1999년 11월 19일 ~ 1999년 12월 15일) |                                 |                 |                  |                  |                                                     |      |              |
| 2                                                                | 보리스 트라이코프스키           |                 | 1999년 12월 15일 | 2004년 2월 26일  | 내부 마케도니아 혁명 기구-마케도니아 국민통합민주당 | 1999 | 임기 중 사망 |
| 류프초 요르단롭스키 권한대행 (2004년 2월 26일 ~ 2004년 5월 12일) |                                 |                 |                  |                  |                                                     |      |              |
| 3                                                                | 브란코 츠르벤코프스키           |                 | 2004년 5월 12일  | 2009년 5월 12일  | 마케도니아 사회민주주의 동맹                        | 2004 |              |
| 4                                                                | 조르게 이바노프                 |                 | 2009년 5월 12일  | 2014년 5월 12일  | 내부 마케도니아 혁명 기구-마케도니아 국민통합민주당 | 2009 |              |
| 4                                                                | 조르게 이바노프                 | 2014년 5월 12일 | 2019년 5월 12일  | 2014             | 내부 마케도니아 혁명 기구-마케도니아 국민통합민주당 |      |              |
| 5                                                                | 스테보 펜다로프스키             |                 | 2019년 5월 12일  | 2024년 5월 12일  | 마케도니아 사회민주주의 동맹                        | 2019 |              |
| 6                                                                | 고르다나 실리아노프스카다프코바 |                 | 2024년 5월 12일  | 현직             | 내부 마케도니아 혁명 기구-마케도니아 국민통합민주당 | 2024 |              |

## 같이 보기
- 북마케도니아의 부통령
- 북마케도니아의 총리
- 북마케도니아의 의회의장